# Pimplomorpha trilineata
Pimplomorpha trilineata är en stekelart som beskrevs av Cameron 1906. Pimplomorpha trilineata ingår i släktet Pimplomorpha och familjen brokparasitsteklar. Inga underarter finns listade i Catalogue of Life.